# Walter Dießl
Walter Dießl (* 14. April 1943 in Linz) ist ein ehemaliger österreichischer Zehnkämpfer.

## Karriere
Bei den Leichtathletik-Europameisterschaften 1966 in Budapest wurde er Zehnter und bei den Olympischen Spielen 1968 in Mexiko-Stadt Zwölfter mit seiner persönlichen Bestleistung von 7465 Punkten (7302 Punkte in der heutigen Wertung). 